# Koya (Sprache)
Koya ist im östlichen Zentralindien verbreitetes dravidisches Idiom. Es wird von rund 360.000 Angehörigen des Adivasi-Volksstamm der Koya in den Bundesstaaten Telangana, Odisha und Andhra Pradesh gesprochen.
Die Klassifikation der kleineren dravidischen Sprachen ist problematisch, zum einen, weil nicht immer zwischen ethnischer Zugehörigkeit und Sprache unterschieden wird, zum anderen weil die schriftlosen Stammessprachen über keine Standardvarietät verfügen und es so oft schwer ist, zwischen eigenständiger Sprache und Dialekt zu unterscheiden. Aus sprachwissenschaftlicher Sicht gilt es als Konsens, dass Koya als Dialekt der Sprache Gondi anzusehen ist. Allerdings ist Koya mit den meisten anderen Gondi-Dialekten nicht gegenseitig verständlich. In den indischen Volkszählungsstatistiken wird Koya als eigene Sprache gezählt, ebenso in Ethnologue.
Bei der Volkszählung 2001 wurden in Indien insgesamt 362.070 Koya-Muttersprachler gezählt. Davon leben 203.088 im heutigen Bundesstaat Telangana (hauptsächlich Distrikt Khammam), 113.668 im Bundesstaat Odisha (Distrikt Malkangiri) und 45.007 im Bundesstaat Andhra Pradesh (Distrikt West Godavari).